# Фруланія Яка
Фруланія Яка (Frullania jackii) — вид печіночників порядку бококолосальних (Porellales).

## Поширення
Батьківщиною є Європа, Азія, Аляска.